# Тадевосян, Александр Юрьевич
Алекса́ндр Ю́рьевич Тадевося́н (арм. Ալեքսանդր Յուրայի Թադևոսյան; 9 августа 1980, Тбилиси, Грузинская ССР, СССР) — армянский футболист, защитник.
В течение трёх сезонов, начиная с 2009 года, выступал за «Мику». В начале 2012 года перешёл в ливанский «Аль-Ахед». После полугода выступлений за клуб вернулся в «Мику».

## Клубная карьера
В 18-летнем возрасте, Тадевосян начал выступать в составе «Пюника» в 1998 году. Однако отыграв 8 матчей был куплен «Араратом». В составе гранда армянского футбола молодой футболист Александр Тадевосян провёл 5 сезонов. С каждым сезоном Тадевосян прогрессировал, что сказывалось на результатах не только индивидуальных, но и командных. О чём говорит его капитанство в последние сезоны в «Арарате». Тадевосян был основным игроком в защитной схеме главного тренера Андриасяна.
В связи с исключением «Арарата» из всех турниров 2003 года, был вынужден перейти в другой клуб. Им стал «Пюник». С ним он завоевал 4 чемпионских титула подряд. В зимнее межсезонье 2006/07 перешёл в иранский клуб «Барг Шираз». По окончании чемпионата перешёл обратно в стан «синих». Окончив чемпионат перешёл в белорусский «Витебск». Как и в предыдущих клубах, за которые выступал Тадевосян, был основным игроком. Всего за «Витебск» провёл 28 игр.
В начале 2009 года перешёл в «Мику». Дебютный матч состоялся 2 мая 2009 года на «Раздане» против местной «Киликии», в котором «Мика» одолела соперника со счётом 2:1. Тадевосян стал основным игроком, а спустя некоторое время получил статус вице-капитана. Являлся одним из сталпов обороны «Мики». После окончания сезона клуб покинул многолетний капитан Грачья Микаелян. Капитанская повязка перешла Тадевосяну, однако проносил он её не долго. В чемпионате Армении 2010 года, после 10-го тура, где «Мика» встречалась с «Киликией», Тадевосян был отстранён из клуба. Но руководство разрешило проводить тренировки вместе с командой. К этим мерам руководство прибегло после серии неудачных игр, в которых «Мика» сыграла плохо. Некоторое время ситуация вокруг Тадевосяна была неизвестна. Однако спустя, ситуация изменилась и Тадевосян продолжил выступать в составе «Мики», но капитанской повязки обратно он не получил.
В середине января 2012 года отправился в Ливан, где провёл переговоры с одной из местных команд. Спустя несколько дней, заключил контракт с командой «Аль-Ахед», выступающей в Высшей лиге чемпионата Ливана. Срок действия контракта — 6 месяцев с условием продления на 2 года.
С окончанием контракта в Ливане Тадевосян вернулся в Армению, где провёл свой отпуск. Одновременно с Тадевосяном вернулся Нарек Бегларян. Для поддержания физических кондиций оба футболиста проводили тренировки с «Микой». На первой стадии было неизвестно, где продолжат свою карьеру оба футболиста, однако так как у них имелся действующий контракт с «Микой» до 1 декабря 2012 года, они продолжили своё выступление за «Мику».

## Карьера в сборной
Вызов в главную сборную получил в начале века. Тренеры национальной команды заметили его игру за «Арарат», который на тот момент был одним из лидеров чемпионата. С 2004 года получает постоянный вызов, являясь между тем, одним из основных игроков национальной команды. Первый матч провёл 7 июня 2002 года в товарищеском матче против сборной Андорры. На счету Тадевосяна 41 встреча на международном уровне за сборную Армении по футболу.

## Достижения
- «Арарат» (Ереван)
  - Чемпион Армении: 2003
  - Серебряный призёр чемпионата Армении: 1999, 2000
  - Финалист Кубка Армении: 2001
- «Пюник»
- командные:
  - Чемпион Армении: 2004, 2005, 2006, 2007
  - Обладатель Кубка Армении: 2004
  - Финалист Кубка Армении: 2006
  - Обладатель Суперкубка Армении: 2004, 2005, 2007
- личные:
  - Лучший защитник: 2004, 2005
- «Мика»
  - Серебряный призёр чемпионата Армении: 2009
  - Обладатель Кубка Армении: 2011
- «Аль-Ахед»
  - Бронзовый призёр чемпионата Ливана: 2011/12

## Статистика
Данные на 30 июня 2012 года
| Клуб             | Сезон            | Чемпионат | Чемпионат | Кубки | Кубки | Еврокубки | Еврокубки | Всего | Всего |
| Клуб             | Сезон            | Матчи     | Голы      | Матчи | Голы  | Матчи     | Голы      | Матчи | Голы  |
| ---------------- | ---------------- | --------- | --------- | ----- | ----- | --------- | --------- | ----- | ----- |
| Пюник            | 1998             | 8         | 0         | 0     | 0     | 0         | 0         | 8     | 0     |
| Всего            | Всего            | 8         | 0         | 0     | 0     | 0         | 0         | 8     | 0     |
| Арарат (Ереван)  | 1998             | 7         | 0         | 0     | 0     | 0         | 0         | 7     | 0     |
| Арарат (Ереван)  | 1999             | 29        | 1         | 0     | 0     | 0         | 0         | 29    | 1     |
| Арарат (Ереван)  | 2000             | 23        | 5         | 0     | 0     | 0         | 0         | 23    | 5     |
| Арарат (Ереван)  | 2001             | 21        | 1         | 6     | 3     | 2         | 0         | 29    | 4     |
| Арарат (Ереван)  | 2002             | 19        | 4         | 0     | 0     | 0         | 0         | 19    | 4     |
| Всего            | Всего            | 99        | 11        | 6     | 3     | 2         | 0         | 107   | 14    |
| Пюник            | 2003             | 10        | 0         | 0     | 0     | 2         | 0         | 12    | 0     |
| Пюник            | 2004             | 28        | 1         | 7     | 1     | 4         | 0         | 39    | 2     |
| Пюник            | 2005             | 23        | 0         | ?     | 0     | 2         | 0         | 25    | 0     |
| Пюник            | 2006             | 23        | 3         | 1(?)  | 0     | 2         | 0         | 25    | 3     |
| Всего            | Всего            | 84        | 4         | 7     | 1     | 10        | 0         | 101   | 5     |
| Барг Шираз       | 2006/07          | 11        | 0         | ?     | ?     | ?         | ?         | 11    | 0     |
| Всего            | Всего            | 11        | 0         | ?     | ?     | ?         | ?         | 11    | 0     |
| Пюник            | 2007             | 16        | 0         | 0     | 0     | 3         | 0         | 19    | 0     |
| Всего            | Всего            | 16        | 0         | 0     | 0     | 3         | 0         | 19    | 0     |
| Витебск          | 2008             | 28        | 0         | ?     | ?     | 0         | 0         | 28    | 0     |
| Всего            | Всего            | 28        | 0         | 0     | 0     | 0         | 0         | 28    | 0     |
| Мика             | 2009             | 11        | 2         | 0     | 0     | 0         | 0         | 11    | 2     |
| Мика             | 2010             | 24        | 3         | 3     | 0     | 2         | 0         | 29    | 3     |
| Мика             | 2011             | 23        | 0         | 6     | 0     | 2         | 0         | 31    | 0     |
| Всего            | Всего            | 58        | 5         | 9     | 0     | 4         | 0         | 71    | 5     |
| Аль-Ахед         | 2011/12          | 11        | 1         | 0     | 0     | 2         | 0         | 13    | 1     |
| Всего            | Всего            | 11        | 1         | 0     | 0     | 2         | 0         | 13    | 1     |
| Мика             | 2012/13          | 2         | 0         | 0     | 0     | 0         | 0         | 2     | 0     |
| Всего            | Всего            | 2         | 0         | 0     | 0     | 0         | 0         | 2     | 0     |
| Всего за карьеру | Всего за карьеру | 317       | 21        | 22    | 4     | 21        | 0         | 360   | 25    |